# Lohmann Brown

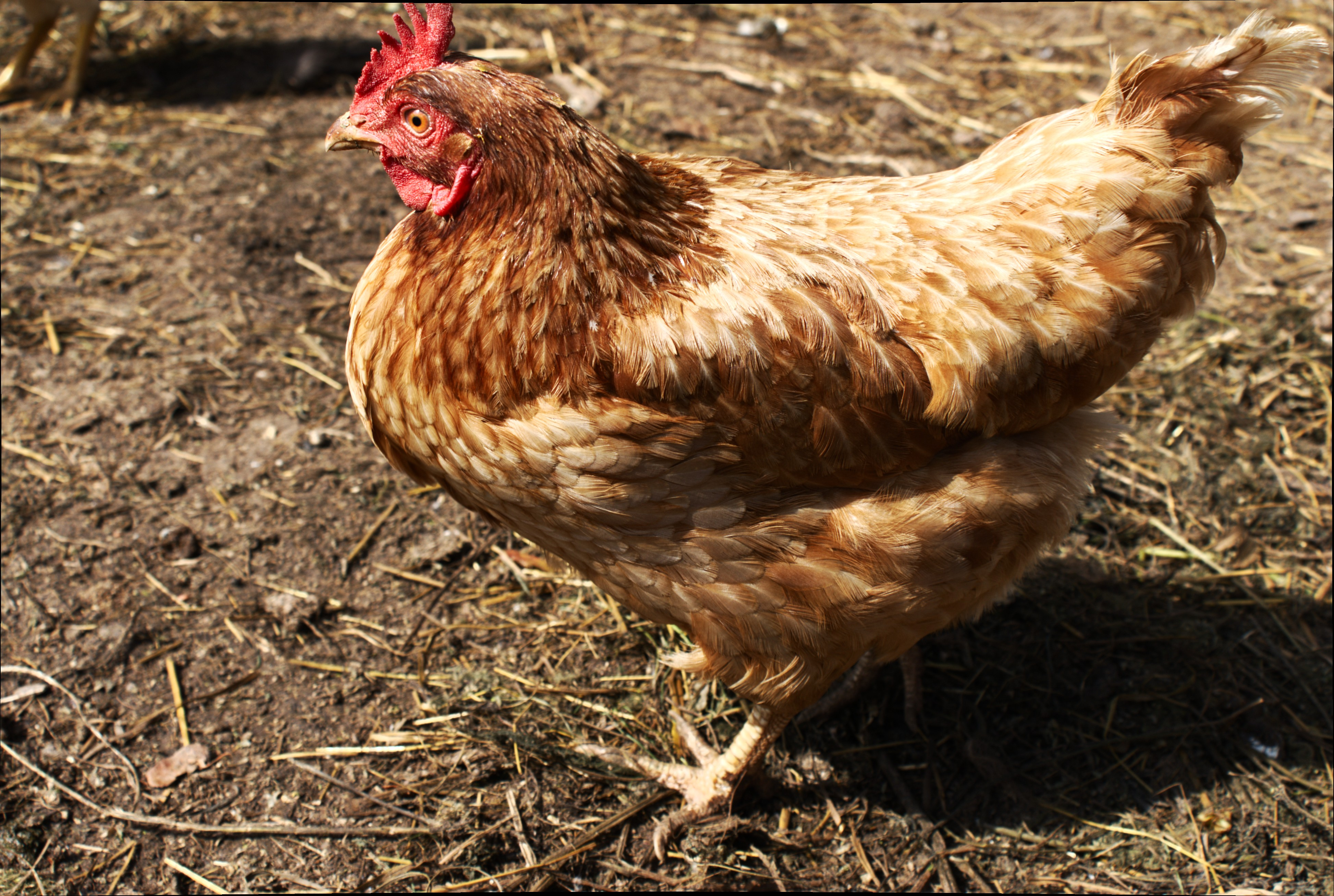
Lohmann-Brown-Henne in Hobbyhaltung

Lohmann Brown (LB) sind eine Zuchtlinie des Haushuhns des zur EW Group gehörenden Unternehmens Lohmann Tierzucht. Der Name „Lohmann Brown“ ist als Wort-Bildmarke für Bruteier, Eintagsküken, Junghennen und -hähne, sowie Zuchtgeflügel im Deutschen Patent- und Markenamt registriert.

## Legehybride
Legehennen für die meist industrialisierte Geflügelhaltung auf spezialisierten Geflügelhöfen sind heute Hybridhühner, also nicht nachzuchtfähige Kreuzungsprodukte. Lohmann Brown sind eine Elterntierlinie von braune Eier produzierenden Legehennen, den Braunlegern.
Nachkommen von Lohmann-Brown-Hühnern werden unter anderem mit den Handelsnamen „Lohmann Brown-Classic“ und „Lohmann Brown-Lite“ vermarktet.
- Lohmann Brown-Classic sind weltweit vermarktete Legehennen mittelgroßer brauner Eier und sollen sich auch für die alternative Haltung, wie die Freilandhaltung, eignen. Sie legen laut Nutztier-Beschreibung bis zu 320 Eier in 12 Legemonaten oder 405 in 16 Legemonaten.[4] In Bodenhaltung sind es deutlich weniger.[5][6] Lohmann Brown-Classic ist der meistverbreitete Legehennentyp auf europäischen Geflügelhöfen zur kommerziellen Eierproduktion.

- Lohmann Brown-Lite legen etwas kleinere vermarktungsfähige braune Eier in höheren Stückzahlen. Laut  Nutztier-Beschreibung sind das bis zu 325 Eier in 12 Legemonaten oder 410 in 16 Legemonaten.[7]

Die Braunleger Lohmann Brown-Extra (die besonders auf große L- und XL-Eier optimiert waren) finden sich nicht mehr im Angebot des Unternehmens.
Die Firma arbeitet auch an Legehennenlinien speziell für den wichtiger werdenden Biomarkt, diese firmierten unter Lohmann Brown-Plus: Der Einsatz der klassischen Lohmann Browns wird darum kritisch gesehen, weil Hochleistungs-Linien bei Bio-Ernährung besonders unter Mangelerscheinungen (Selbstausbeutung) leiden, und zu Federpicken und Kannibalismus neigen, weshalb allgemein Schnabelkürzen empfohlen wird, eine insbesondere in der ökologischen Landwirtschaft unerwünschte Maßnahme (was aber auch durch Haltungsformen weitgehend in den Griff bekommen werden kann). Diese Linie war auf bessere Futterverwertung optimiert, wird aber auch nicht mehr angeboten.

## Verbreitung
In Österreich sind Lohmann Brown-Classic heute die weitaus dominierende Hühnerlinie in der Eierproduktion, sowohl der konventionellen, wie auch in der biologischen Landwirtschaft
(Bio-Anteil bei Eiern rund 18 %) – trotz aller Bestrebungen, alte und heimische Rassen zu fördern. Entgegen kommt der Verbreitung, dass die einschlägigen Öko-Richtlinien Hybridhühner nicht verbieten, und dass der Marktanteil der braunen Eier in Österreich bei 90 % liegt.
Hier wird aber Wert auf besonders große Eier gelegt, was zu Engpässen in der L-/XL-Kategorie und der Entwicklung der Legehennenlinie Lohmann Tradition führte.

## Nachweise
1. 1 2 3  
Legehennen. In: ltz.de. Lohmann Tierzucht GmbH, archiviert vom Original (nicht mehr online verfügbar) am 14. Mai 2014; abgerufen am 26. März 2014 (Produktbeschreibung des Unternehmens).  Info: Der Archivlink wurde automatisch eingesetzt und noch nicht geprüft. Bitte prüfe Original- und Archivlink gemäß Anleitung und entferne dann diesen Hinweis.
2. ↑  Reg.Nummer 1049048 beim DPMA vom 30. Mai 1983
3. ↑  
Lohmann Brown. In: ltz.de. Lohmann Tierzucht GmbH, archiviert vom Original (nicht mehr online verfügbar) am 25. März 2014; abgerufen am 26. März 2014 (Produktbeschreibung des Unternehmens).  Info: Der Archivlink wurde automatisch eingesetzt und noch nicht geprüft. Bitte prüfe Original- und Archivlink gemäß Anleitung und entferne dann diesen Hinweis.
4. ↑  
Lohmann Brown-Classic. In: ltz.de. Lohmann Tierzucht GmbH, archiviert vom Original (nicht mehr online verfügbar) am 26. März 2014; abgerufen am 26. März 2014 (Produktbeschreibung des Unternehmens).  Info: Der Archivlink wurde automatisch eingesetzt und noch nicht geprüft. Bitte prüfe Original- und Archivlink gemäß Anleitung und entferne dann diesen Hinweis.
5. ↑  
Elisabeth Lickteig: Vergleich der zwei Legehennenlinien Lohmann Selected Leghorn-Classic und Lohmann Brown-Classic unter den Bedingungen des Feldversuchs im Bezug auf Verhalten, Gesundheit und Leistung in Volierenhaltung. München 2006, Eignung der Hennenlinien Lohmann Selected Leghorn und Lohmann Brown für die Volierenhaltung, S. 6–8 (edoc.ub.uni-muenchen.de [PDF; abgerufen am 26. März 2014] Inaugural-Dissertation zur Erlangung der tiermedizinischen Doktorwürde der Tierärztlichen Fakultät der Ludwig-Maximilians-Universität München).
6. ↑  
Bayerische Landesanstalt für Landwirtschaft [LfL] (Hrsg.): 9. Bayerischer Herkunftsvergleich von Legehybriden in Bodenhaltung. Prüfungsdurchgang 2010/2011. 1. Auflage. Freising-Weihenstephan November 2011, Tabelle 7: Legeleistung und Eigewicht (je Gruppe wurden 496 Legehennen eingestallt und geprüft), S. 15 (lfl.bayern.de [PDF; abgerufen am 26. März 2014]).
7. ↑  
Lohmann Brown-Lite. In: ltz.de. Lohmann Tierzucht GmbH, archiviert vom Original (nicht mehr online verfügbar) am 26. März 2014; abgerufen am 26. März 2014 (Produktbeschreibung des Unternehmens).  Info: Der Archivlink wurde automatisch eingesetzt und noch nicht geprüft. Bitte prüfe Original- und Archivlink gemäß Anleitung und entferne dann diesen Hinweis.
8. ↑  
Lohmann Tierzucht (Hrsg.): Management Guide Legehennen. Lohmann Brown-Classic. Cuxhaven, Lohmann Tierzucht Produkte, S. 2 f. (schropper.at [PDF; abgerufen am 26. März 2014]).
9. 1 2  Spezielle Hennenlinie von Lohmann Tierzucht für die Bio-Eierproduktion: Ein spezielles Huhn für die Bio-Haltung. (Memento vom 5. November 2014 im Internet Archive) (PDF) In: SGZ 2/13, S. 17–18, aviforum.ch.
10. ↑  Retter der Hähnchen. (Memento vom 23. Februar 2013 im Internet Archive) In: greenpeace magazin 5.11.
11. ↑  Clemens G. Arvay: Friss oder stirb. Ecowin, Salzburg 2013, ISBN 978-3-7110-0030-9. Zitiert nach Michael Stadler: Hybrid-Hühner mit Bio-Etikett. In: Salzburger Nachrichten. 10. Oktober 2013 (Artikelarchiv).
12. 1 2  Compassion in World Farming (Hrsg.): Laying hen case study Austria 1. An account of the successful phasing out of beak trimming without increasing problems of injurious pecking. o.A. 2010 (ciwf.org.uk [PDF] zum Marktanteil insb. S. 7).
13. 1 2  Arbeitsgruppe Betriebswirtschaft, Walter Schneeberger et al.: Eier aus biologischer Landwirtschaft – Von der Produktion zum Konsumenten. Interdisziplinäres Projekt Ökonomik, Abschlussbericht. Hrsg.: Institut für Agrarökonomik, Universität für Bodenkultur Wien. Wien Januar 2002, Herkunft der Hennen und Produktionszyklus, S. 21 ff. (wiso.boku.ac.at [PDF]).
14. ↑  Österreich hat einen Weltmeister: Eier, Erdäpfel und Milch sind die Bio-Renner. Mitteilung Lebensministerium, 24. September 2013.
15. ↑  Landwirtschaft: Braune und weisse Eier hierzulande beliebt. In blick.ch, 28. März 2009 (aktualisiert: 7. Februar 2012).
16. ↑  etwa Markt: Wo sind die großen Eier?, topagrar.at, 6. Juli 2012
17. ↑  
Lohmann Tradition. In: ltz.de. Lohmann Tierzucht GmbH, archiviert vom Original (nicht mehr online verfügbar) am 27. März 2014; abgerufen am 29. März 2014 (Produktbeschreibung des Unternehmens).  Info: Der Archivlink wurde automatisch eingesetzt und noch nicht geprüft. Bitte prüfe Original- und Archivlink gemäß Anleitung und entferne dann diesen Hinweis.